# Baszta Chrelina

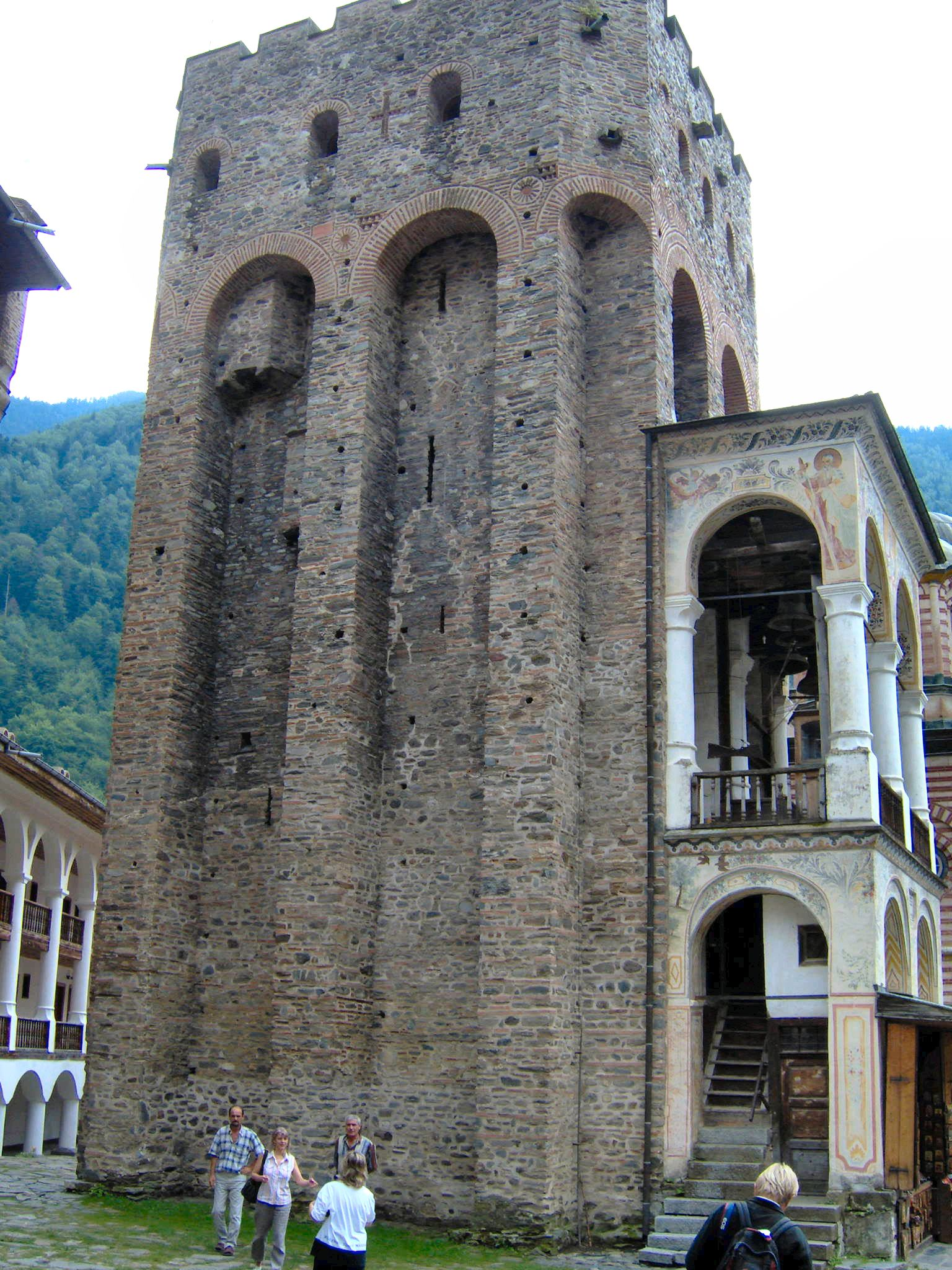
Baszta Chrelina

Baszta Chrelina – baszta obronna znajdująca się w kompleksie Monastyru Rilskiego. Zbudowana w 1335 roku, ma wysokość 23 metrów, składa się z 6 kondygnacji.